# Omnia Fakhry
Omnia Fakhry Draz (in arabo أمنية فخري دراز‎?; Il Cairo, 2 febbraio 1982) è una pentatleta egiziana.

## Palmarès
In carriera ha conseguito i seguenti risultati:
- Mondiali:

Città del Guatemala 2006: bronzo nel pentathlon moderno individuale.